# NGC 206
NGC 206 è una grande associazione OB situata all'interno della Galassia di Andromeda e distante circa 2,5 milioni di anni luce dal nostro pianeta.

## Caratteristiche
La sua prima osservazione registrata si deve a William Herschel, il 17 ottobre 1786. Si tratta dell'ammasso stellare più brillante visibile nella Galassia di Andromeda dalla Terra ed è considerato una delle più vaste regioni di formazione stellare nel Gruppo Locale. Contiene oltre 300 stelle con una magnitudine assoluta più luminosa di -3,6; classificato inizialmente come un grande ammasso aperto, si tratta in realtà di una vasta associazione OB.
NGC 206 è situato in un braccio di spirale della Galassia di Andromeda, in una zona povera di regioni di idrogeno neutro, e possiede una doppia struttura: una regione ha un'età di circa 10 milioni di anni e include alcune regioni H II presso uno dei suoi lati; la seconda regione ha un'età maggiore, compresa fra 40 e 50 milioni di anni, e include diverse variabili cefeidi. Le due parti sono separate da una banda di polvere interstellare e includono centinaia di stelle di classe spettrale O e B di sequenza principale.